# ジャワ (軽巡洋艦)
| 軽巡洋艦ジャワ（1939年、近代化改装後） |                                                                    |
| 艦歴                                   |                                                                    |
| 発注                                   | 1915/6年計画                                                       |
| 起工                                   | 1916年5月31日                                                      |
| 進水                                   | 1921年8月9日                                                       |
| 就役                                   | 1925年5月21日                                                      |
| その後                                 | 1942年2月28日沈没                                                  |
| 除籍                                   |                                                                    |
| 性能諸元                               |                                                                    |
| 排水量                                 | 基準：6,670t、満載：8,210t                                         |
| 全長                                   | 153.3m                                                             |
| 全幅                                   | 16.0m                                                              |
| 吃水                                   | 5.50m                                                              |
| 主缶                                   | シュルツ・ソーニクロフト式重油専焼水管缶8基                        |
| 機関                                   | クルップ・ゲルマニア式ギヤード・タービン3基3軸推進(出力7万2千馬力) |
| 最大速                                 | 31.0kt                                                             |
| 航続距離                               | 12.0kt 4,800浬                                                     |
| 兵員                                   | 480名                                                              |
| 兵装                                   | 50口径15cm単装砲10門 7.5cm単装高角砲4門 機銃4挺                    |
| 航空機                                 | 水上機2機                                                          |

ジャワ (Hr. Ms. Java) は、オランダ海軍の軽巡洋艦。ジャワ級。
建造にはクルップ社（ドイツ帝国企業）の技術援助を受けている。第一次世界大戦中に起工したが、竣工したのは1925年だった。観艦式のため、大日本帝国を訪問したこともある。
第二次世界大戦の太平洋戦争勃発後の1942年2月末、スラバヤ沖海戦で沈没した。

## 艦歴
K.M.シェルデ社フリッシンゲン造船所において1916年（大正5年）5月31日に起工し、1921年（大正10年）8月9日に進水、1925年（大正14年）5月1日に就役した。同年10月初旬にアムステルダムを出発した。12月上旬、インドネシア北ジャカルタのタンジュンプリオクに到着した。海防戦艦「デ・ゼーヴェン・プロヴィンシェン」より東インド艦隊の旗艦を引き継ぐ。
1928年（昭和3年）12月4日、横浜沖合の東京湾で大日本帝国は御大礼特別観艦式を実施した。
この特別観艦式に「ジャワ」（オランダ東インド艦隊旗艦）も参列する。
後にスラバヤ沖海戦でジャワを撃沈する重巡「那智」も、この御大礼特別観艦式に参列していた。
6日、ホクストラ少将（オランダ東印度艦隊司令官）は昭和天皇に拝謁した。ジャワ艦長も勲三等瑞宝章を授与された。その後、乗組員らは松浦厚邸で歓待を受けた。
8日、「ジャワ」は横浜港を出港する。名古屋港、神戸港、長崎港に寄港したあと、18日に長崎から離日した。
1933年（昭和8年）2月4日、給料の削減をきっかけに、海防戦艦（砲艦）「デ・ゼーヴェン・プロヴィンシェン」で反乱が勃発した。「ジャワ」は駆逐艦2隻を率いてスラバヤを出発し、2月10日に「デ・ゼーヴェン・プロヴィンシェン」を捕捉して降伏勧告を行う。無視されたので、水上機2機が爆撃をおこなう。艦橋への直撃弾で首謀者たちが死亡し、反乱艦は降伏した。
1934年（昭和9年）5月30日、日本海軍の東郷平八郎元帥が死去し、6月5日に国葬がおこなわれた。列強各国はアジア方面に配置していた巡洋艦と、艦隊司令官（司令長官）を日本に派遣する。

オランダもスラバヤ在泊中の本艦を派遣したが、横浜港で実施された式典に間に合わなかったという。同年から1935年にかけて、近代化改装をおこなった。
1936年（昭和11年）8月23日、ジャワ島スラバヤでオランダの観艦式がおこなわれ、軽巡2隻（ジャワ、スマトラ）と駆逐艦3隻（ピート・ハイン、ヴァン・ガレン、ヴィッテ・デ・ウィット）などが参加した。
同年11月13日、ヘルフリッヒ提督が率いるオランダ軽巡2隻（ジャワ、スマトラ）と駆逐艦3隻および潜水艦部隊はシンガポールを訪問した。
同地滞在中の蘭印艦隊は、イギリス海軍各艦、合衆国アジア艦隊（重巡オーガスタなど、司令官ヤーネル少将）と交流した。。
その後、「ジャワ」はヨーロッパに戻る。1937年（昭和12年）5月20日、ジョージ6世戴冠記念観艦式に参列した。
1938年（昭和13年）5月、「ジャワ」はヨーロッパを離れてオランダ領東インドに移動する。蘭印到着後の10月13日、スンダ海峡でオランダ駆逐艦「ピート・ハイン」で衝突事故を起こし、スラバヤで修理をおこなった。
1939年（昭和14年）9月に第二次世界大戦がはじまったとき、オランダ王国は中立を宣言した（オランダの歴史）。1940年（昭和15年）5月にナチス・ドイツの侵攻で本国が占領され、オランダ亡命政府がイギリスで樹立した（第二次世界大戦時のオランダ女王）。ドイツ海軍はインド洋やオーストラリア近海でも活動しており、極東配備のオランダ海軍艦艇も船団護衛に従事した。
1941年（昭和16年）12月8日の太平洋戦争（大東亜戦争）以降、本艦はABDA艦隊の主力艦として日本軍の蘭印作戦に立ち向かう。1942年（昭和17年）2月14日、ガスパル海峡海空戦に参加、日本海軍の航空攻撃で退却を余儀なくされた。2月20日、バリ島沖海戦に参加する。
2月27日、スラバヤ沖海戦（連合軍呼称、“ジャヴァ海海戦”）に参加。日本海軍の妙高型重巡洋艦および水雷戦隊との昼間砲雷撃戦により、ABDA艦隊の駆逐艦2隻が沈没し、イギリス海軍の重巡「エクセター」が損傷して戦場を離脱した。
ABDA艦隊を率いるカレル・ドールマン少将は、健在の巡洋艦を率いて第五戦隊（那智、羽黒）に夜戦を挑む。日本時間2月28日の日付変更直後、第五戦隊が連合軍巡洋艦4隻（デ・ロイテル、ヒューストン、パース、ジャワ）に魚雷攻撃をおこなう。この雷撃が本艦と旗艦「デ・ロイテル」に命中し、2隻とも沈没した。同航していたアメリカ海軍の重巡「ヒューストン」とオーストラリア海軍の軽巡「パース」は、雷撃を回避して逃げ延びた。
3月1日、哨戒中の第五戦隊および駆逐艦「山風」と「江風」は漂流する「ジャワ」の生存者を発見、37名を救助した。第四水雷戦隊の戦闘詳報によれば、救助されたジャワ生存者1名が、他艦の捕虜と共に日本陸軍に引き渡された。